# PeR
PeR (siglas de "Please explain the Rhythm", en español: "Por favor explica el ritmo"), es una banda letona de pop y beatboxing. Los componentes originales eran Ralfs Eilands, Emīls Vegners, y Pēteris Upenieks. Vegners dejó la banda en 2008 y fue sustituido por Edmunds Rasmanis. Pero cuando Upelnieks dejó el trío en 2011, no fue sustituido, haciendo que la banda se convirtiera en un dúo compuesto por Eilands y Rasmanis. Tras tres intentos fallidos por representar a su país en el Festival de la Canción de Eurovisión en años anteriores, PeR finalmente ganó el concurso Dziesma 2013 por lo que representaron a su país en el Festival de Eurovisión 2013 con la canción "Here We Go", aunque no pasaron a la final.